# Jean Théodore Lacordaire
Jean Théodore Lacordaire (Recey-sur-Ource, 1º febbraio 1801 – Liegi, 18 luglio 1870) è stato un entomologo belga, di origine francese.
Nonostante il giovane Lacordaire mostrasse un palese interesse per le scienze naturali, la famiglia lo inviò a Le Havre affinché studiasse diritto. Nel 1824 egli si imbarcò per Buenos Aires, dove iniziò a fare il venditore ambulante. Percorse così l'America del Sud approfittando dei suoi spostamenti per fare numerose osservazioni sulla fauna locale.
Nel 1830 Georges Cuvier lo chiamò a Parigi presso di sé. Fu questa l'occasione per incontrare e frequentare personaggi importanti della scienza, come Pierre André Latreille, Victor Audouin e André Marie Constant Duméril. Partecipò inoltre alla fondazione della Società entomologica di Francia. Ma, alla fine dello stesso anno, ripartì per la Guyana per raccogliere esemplari entomologici e botanici. Ritornò in Francia due anni dopo e, nel 1833, pubblicò le "Memorie del Barone Georges Cuvier".

Nel 1835 divenne professore di zoologia nell'Università di Liegi, succedendo a Heinrich Moritz Gaede (1795-1834).

Nel 1837 fu nominato anche professore di anatomia comparata. Nonostante questi impegni Lacordaire si occupò attivamente delle raccolte di zoologia del museo dell'Università sin dalla sua nomina, e lo arricchì notevolmente, al punto che, alla sua morte, il museo comprendeva 12.000 specie, fra le quali le bellissime serie di ornitologia e ittiologia.

Negli anni fra il 1834 e il 1838 pubblicò la sua "Introduzione all'entomologia, comprendente i principi generali dell'anatomia e della fisiologia degli insetti" (in 3 volumi) e la sua "Fauna entomologica dei dintorni di Parigi". Ma il suo capolavoro rimane la "Storia naturale degli insetti. Genere dei Coleotteri", enorme lavoro in 13 volumi, scritto fra il 1854 e il 1870, anno in cui la morte lo colse interrompendo la stesura del testo, peraltro quasi terminato.
Théodore Lacordaire era il fratello maggiore di Henri Lacordaire, predicatore e religioso domenicano. Fu sepolto il 22 luglio 1870 in Francia, a Rosières, nel dipartimento della Somme.
| Lacordaire è l'abbreviazione standard utilizzata per le specie animali descritte da Jean Théodore Lacordaire. Categoria:Taxa classificati da Jean Théodore Lacordaire |